# Rhodiola heterodonta
Rhodiola heterodonta är en fetbladsväxtart som först beskrevs av Joseph Dalton Hooker och Thoms., och fick sitt nu gällande namn av A. Boriss.. Rhodiola heterodonta ingår i släktet rosenrötter, och familjen fetbladsväxter. Inga underarter finns listade i Catalogue of Life.

## Bildgalleri

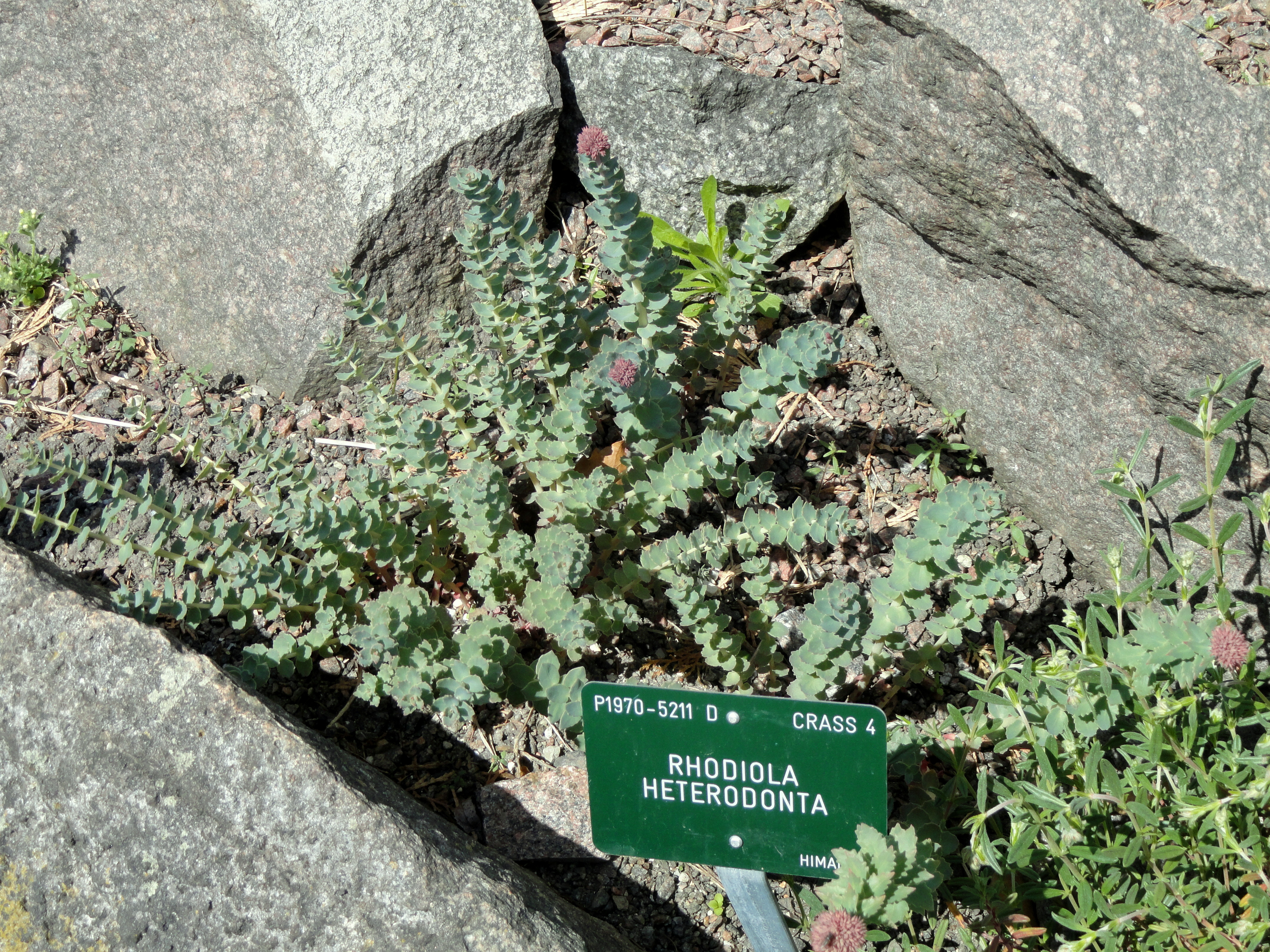
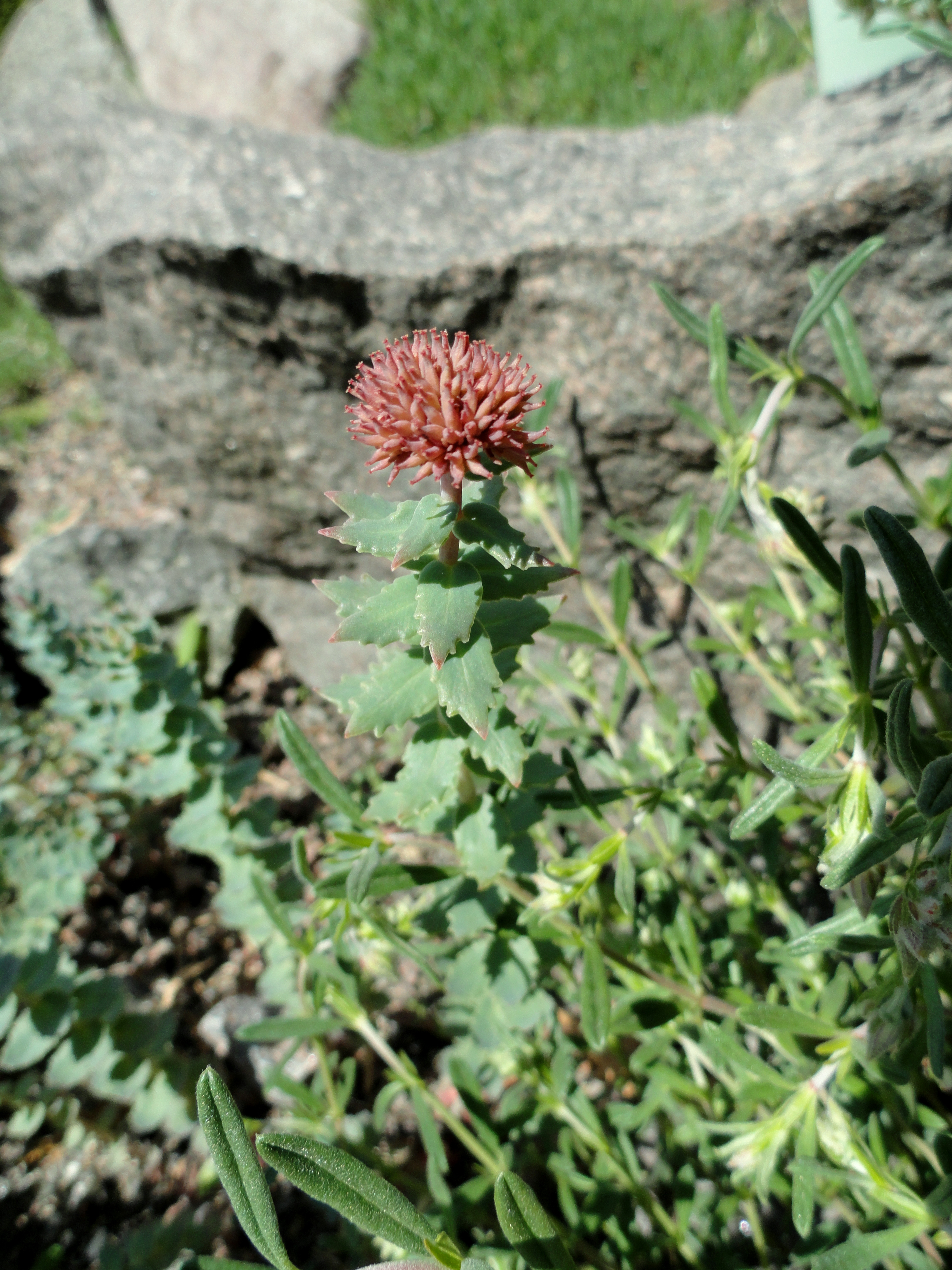
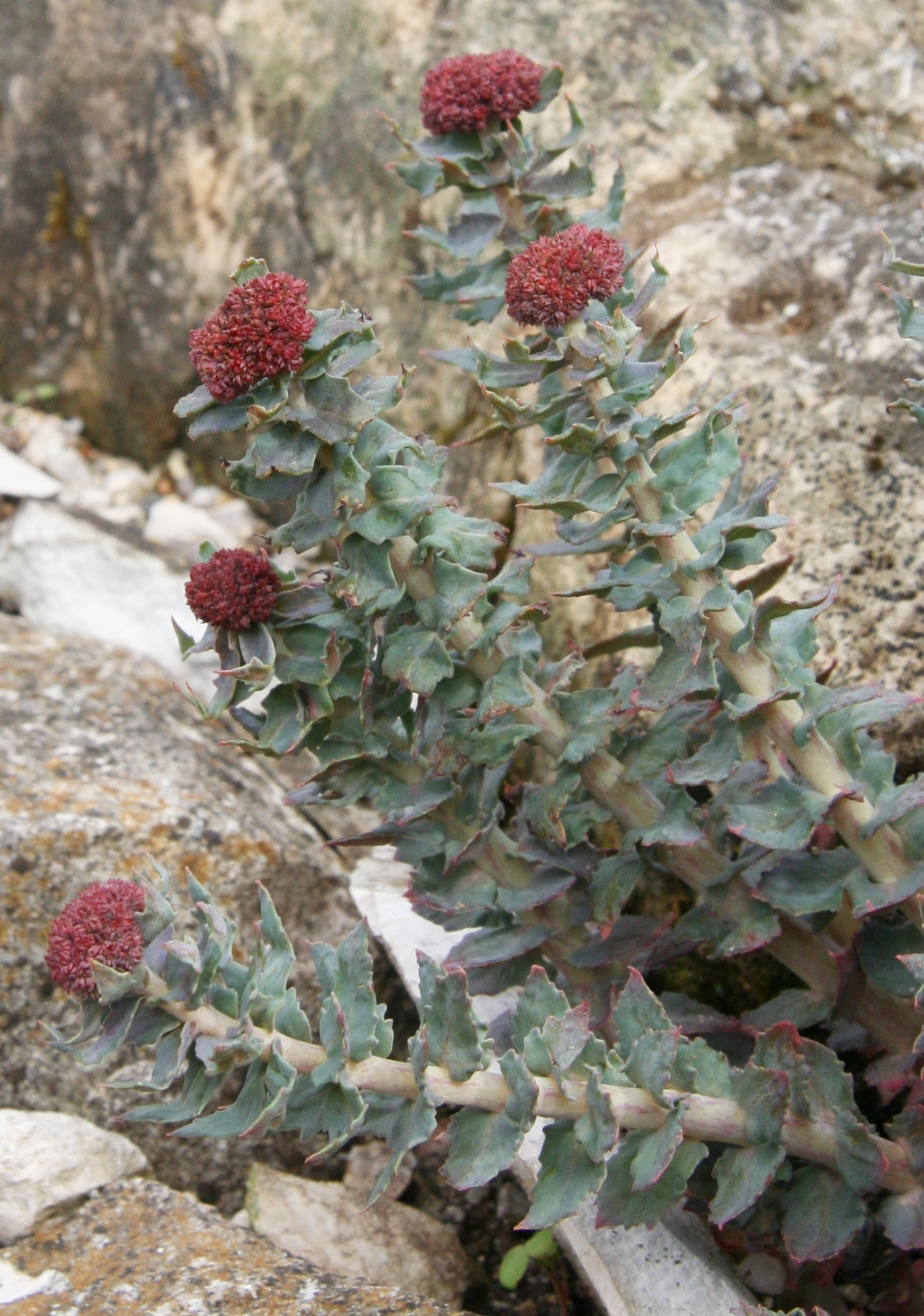